# Betty Boop's Hallowe'en Party
Betty Boop's Hallowe'en Party es un corto de animación estadounidense de 1933, de la serie de Betty Boop. Fue producido por los estudios Fleischer y distribuido por Paramount Pictures. En él aparece Betty Boop.

## Argumento
Betty Boop celebra una animadísima fiesta de Halloween en su casa.

## Producción
Betty Boop's Hallowe'en Party es la vigésima segunda entrega de la serie de Betty Boop y fue estrenada el 3 de noviembre de 1933.